# 2022 en Grèce
Chronologie de la Grèce
- 2018
- 2019
- 2020
- 2021
- 2022
- 2023
- 2024
- 2025
- 2026

Cette page concerne les évènements survenus en 2022 en Grèce

## Événements
- Poursuite de la pandémie de Covid-19 en Grèce.
- 4 janvier : La Grèce rapporte un nombre record de 50 126 nouveaux cas de COVID-19 au cours des dernières 24 heures, ce qui porte le total national de cas confirmés à 1 344 923[1].
- 9 janvier : Le gouvernement grec annonce que les personnes entièrement vaccinées qui n'ont pas reçu une dose de rappel du vaccin COVID-19 sept mois après avoir reçu leur deuxième dose seront interdites d'accès à la plupart des lieux couverts et de participation à de nombreux types d'activités à partir du 1er février[2].
- 17 janvier : La Grèce commence à introduire des amendes mensuelles pour les personnes de plus de 60 ans qui ne sont pas vaccinées contre le COVID-19, à la suite d'une augmentation du nombre de nouveaux cas dans le pays. L'amende mensuelle sera initialement de 50 € ce mois-ci et sera de 100 € par mois par la suite[3].
- 18 février : Onze personnes sont portées disparues après qu'un ferry de la compagnie Euroferry Olympia (el) voyageant entre la Grèce et l'Italie a pris feu[4].
- printemps : Révélation de l'affaire des écoutes téléphoniques.
- 19 avril : La Grèce saisit le pétrolier Pegas/Lana, battant pavillon russe, au large de l'île d'Eubée, dans le cadre des sanctions économiques de l'Union européenne contre la Russie. Le navire avait 19 membres d'équipage à bord, selon le ministère de la marine marchande (el)[5].
- 1er mai : L'aviation civile grecque annonce que la Grèce a levé ses restrictions COVID-19 pour les vols intérieurs et extérieurs. Les passagers devront toujours porter un masque[6].
- 11 mai : La Grèce interdit la pratique de la thérapie de conversion pour les mineurs ainsi que toute publicité en faisant la promotion[7].
- 21 mai : La Grèce signale son premier cas de variole du singe[8].
- 26 mai : Les États-Unis saisissent en Grèce un pétrolier appartenant à des Russes et transportant du pétrole brut iranien. La cargaison est transférée sur un autre navire à destination des États-Unis. On ne sait pas si la saisie est due aux sanctions américaines contre l'Iran ou aux sanctions américaines contre la Russie[9].
- 1er juin : Le président turc Recep Tayyip Erdoğan annule les entretiens de haut niveau avec le premier ministre grec Kyriákos Mitsotákis, accusant celui-ci d'utiliser systématiquement des jets grecs afin de violer l'espace aérien de la Turquie. Le ministre turc des Affaires étrangères (en), Mevlüt Çavuşoğlu, a également accusé, la veille, la Grèce de violer l'espace aérien des zones démilitarisées de la mer Égée[10].
- 5 juin : Un grand incendie de forêt se déclare dans le massif montagneux de l'Hymette, près d'Athènes. Un certain nombre de maisons sont endommagées dans l'incendie[11].
- 11 juillet : Deux personnes sont tuées et quatre autres sont blessées après un carambolage de trois voitures provoqué par une meute de sangliers au nord de Thessalonique[12].
- 13 juillet : Deux pompiers sont tués et deux autres survivent après qu'un hélicoptère s'est écrasé sur l'île grecque de Samos[13].
- 19 juillet : Publication des résultats provisoires du recensement de la Grèce de 2021 : la Grèce compte 10 432 481 habitants[14].

## Sortie de film
- Les Crimes du futur
- Dodo
- I Love Greece

## Sport
- Championnat de Grèce de football 2021-2022
- Championnat de Grèce de football 2022-2023
- 4-20 février : Participation de la Grèce aux Jeux olympiques d'hiver de 2022.
- 4-13 mars : Participation de la Grèce aux Jeux paralympiques d'hiver de 2022 (en).
- 18 juin-3 juillet : Participation de la Grèce aux Championnats du monde de natation 2022 (en).
- 25 juin-6 juillet : Participation de la Grèce aux Jeux méditerranéens de 2022 (en).
- 7-17 juillet : Participation de la Grèce aux Jeux mondiaux de 2022 (en).
- 15-24 juillet : Participation de la Grèce aux Championnats du monde d'athlétisme 2022 (en).
- 15-21 aout : Participation de la Grèce aux Championnats d'Europe d'athlétisme 2022 (el).
- 8-11 septembre : Rallye de l'Acropole (2022) (en)

## Création
- Création nationale (en), coalition politique.
- Inauguration du stade Agia Sophia de l'AEK Athènes FC

## Décès
- Chrístos Angourákis (el), athlète paralympique.
- Vasílis Botínos (el), footballeur.
- Geórgios Daskalákis (el), personnalité politique.
- Nikólaos Deligiórgis (el), éditeur de presse.
- Athanásios Dimitrakópoulos (el), avocat et personnalité politique.
- Alékos Fassianós, peintre.
- Mariétta Giannákou, personnalité politique.
- Kóstas Gouzgoúnis, acteur porno.
- Geórgios Kalamídas (el), juge.
- Kóstas Karapatís (el), footballeur.
- Giórgos Katifóris, député européen.
- Dimítris Kondominás (el), homme d'affaires.
- Iríni Konitopoúlou (el), chanteuse.
- Marína Lambráki-Pláka (el), historienne.
- Andréas Michalópooulos (el), footballeur.
- Dimítrios Pantermalís (en), archéologue.
- Élsa Papadimitríou (el), personnalité politique.
- Anéza Papadopoúlou, actrice.
- Stéfanos Petrákis (el), sprinteur.
- Stávros Psycháris (el), éditeur et personnalité politique.
- Níkos Salíkas (el), personnalité politique.
- Chrístos Sartzetákis, juge d'instruction puis président de la Grèce.
- Stélios Serafídis (el), footballeur.
- Dionýsis Simópoulos (el), professeur d'astronomie.
- Sotírios Pisidías (el), religieux.
- Dimítris Tsovólas (el), ministre.
- Vangelis, musicien et compositeur.
- Robert Williams, chanteur.